# Serdar Bilgili
Serdar Bilgili, född 1963 i Istanbul i Turkiet var Beşiktaş JK president från 2000 till 2004. Han hade haft andra jobb i Besiktas ledning tidigare innan han blev vald som president. Serdar tog Besiktas till Champions League med sina spelare, och sin nya tränare rumänen Mircea Lucescu.